# Sumatraanse orang-oetan
De Sumatraanse orang-oetan (Pongo abelii) is een ernstig met uitsterven bedreigde orang-oetan (een soort mensaap) die van nature in het tropisch regenwoud op het Indonesische eiland Sumatra voorkomt.

## Kenmerken
De Sumatraanse orang-oetan en Borneose orang-oetan werden oorspronkelijk als twee ondersoorten van dezelfde soort beschouwd, maar worden nu algemeen gezien als twee aparte soorten. In vergelijking met de Borneose orang-oetan is de Sumatraanse orang-oetan kleiner en heeft het een lichter gekleurde en dikkere vacht. De Sumatraanse orang-oetan is socialer en eet meer insecten dan de Borneose soort. Anders dan de Borneose orang-oetan houdt de Sumatraanse orang-oetan zich voornamelijk in de bomen op, wat mogelijk komt door de aanwezigheid van de Sumatraanse tijger op Sumatra, de belangrijkste natuurlijke vijand van de Sumatraanse orang-oetan.
Volwassen mannetjes wegen gemiddeld 87 kilo en zijn 0,97 meter groot. Vrouwtjes wegen gemiddeld 37 kg en zijn 0,78 meter groot. De Sumatraanse orang-oetan kan meer dan 50 jaar oud worden. De oudste Sumatraanse orang-oetan in gevangenschap werd 62 jaar.

## Gedrag
Bij de Sumatraanse orang-oetan Rakus werd in 2022 zelfs het gebruik vastgesteld van een brouwsel met de bladeren van een medicinale plant waarmee het dier zijn eigen wond verzorgde. Weliswaar komt het wel meer voor dat mensapen bepaalde planten over lichaamsdelen wrijven om zo spierpijn tegen te gaan, maar het “medisch behandelen” van een wond op deze manier was nog nooit eerder geobserveerd in het wild.

## Bedreiging

### Status
De soort wordt sinds 2002 door de IUCN aangemerkt als ernstig bedreigd ("kritiek"). De belangrijkste bedreiging is habitatverlies door ontbossing, voornamelijk voor houtwinning. In de laatste 75 jaar is de populatie met 80% gedaald. De soort komt nu alleen nog in het westelijk deel van Noord-Sumatra voor, voornamelijk in Nationaal Park Gunung Leuser. Het huidige aantal individuen die in het wild voorkomen wordt geschat op 14.600.
De Sumatraanse orang-oetan staat sinds 2000 op de IUCN-lijst van de 25 meest bedreigde primatensoorten ter wereld.

### Activiteiten
Het in 1998 opgerichte Australische The Orangutan Project vestigt een nieuwe populatie in Nationaal Park Bukit Tigapuluh in Oost-Sumatra, via herintroductie van orang-oetans die als huisdier werden gehouden. Deze populatie bestaat uit ongeveer 70 individuen.
Het Sumatran Orangutan Conservation Programme is sinds 2002 actief bezig met het redden van de Sumatraanse orang-oetan. In Nederland werd in 2003 de stichting Monkey Business opgericht naar aanleiding van de kritieke toestand van de soort.

### Genoom
In 2011 is het genoom van de Sumatraanse orang-oetan in kaart gebracht, de derde mensapensoort (na de mens en chimpansee) waarvan dit gebeurde. Wetenschappers denken dat dit het mogelijk zal maken voor dierenbeschermers om prioriteit te geven aan populaties met hoge genetische diversiteit. Ook kunnen broedprogramma's in dierentuinen hiermee streven naar grotere genetische diversiteit.
Een eerste analyse wees uit dat de soort genetisch trager is geëvolueerd dan de mens en chimpansee. De bestaande populatie is genetisch gezien diverser dan bij de Borneose orang-oetan, desalniettemin er minder exemplaren van de Sumatraanse overblijven. Ook vergeleken met de mens is de Sumatraanse orang-oetan genetisch diverser. Verder zijn volgens de analyse de mens en de Sumatraanse orang-oetan voor ruim 97% identiek.

## Afbeeldingen

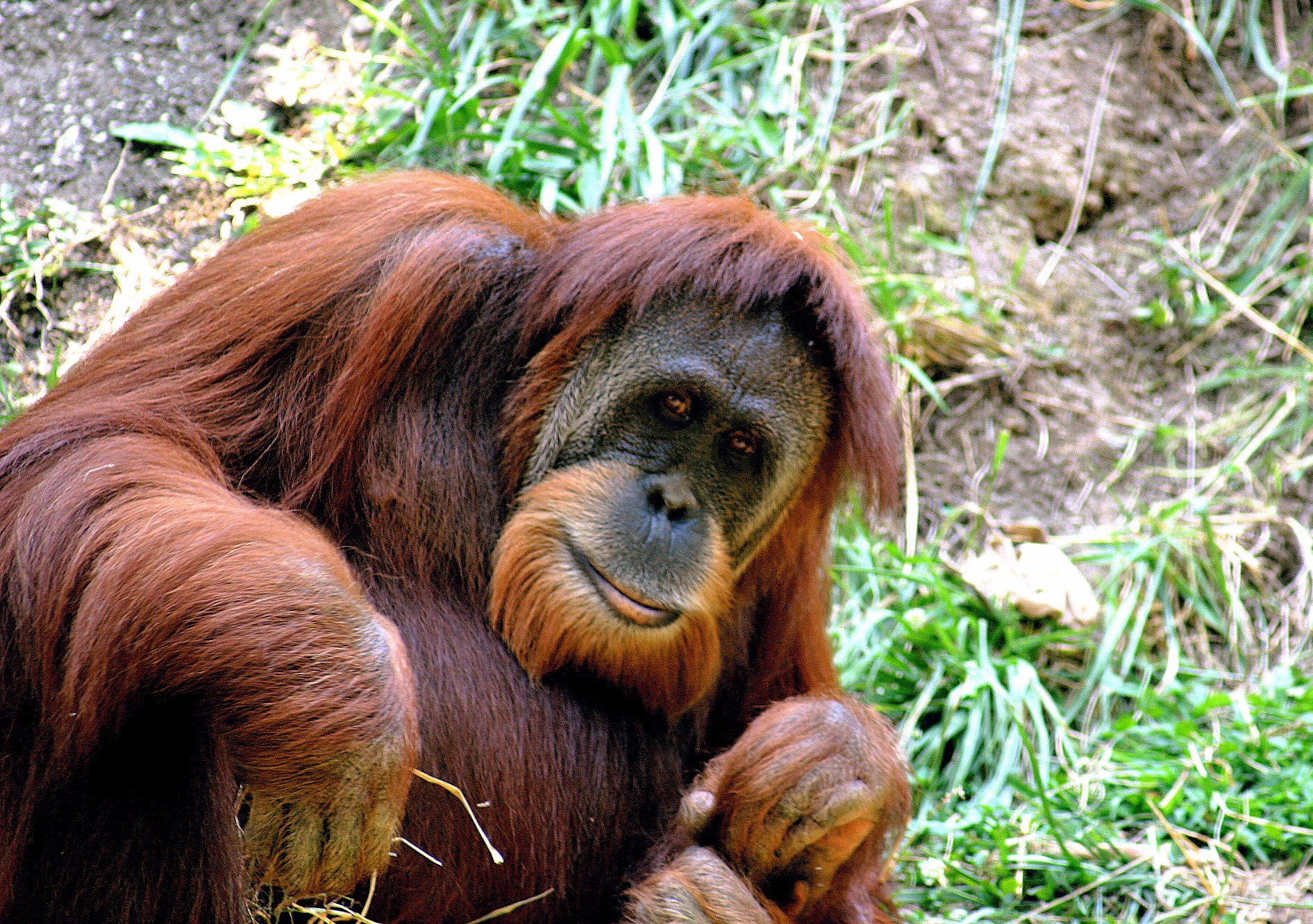
Sumatraanse orang-oetan in de dierentuin van Cincinnati
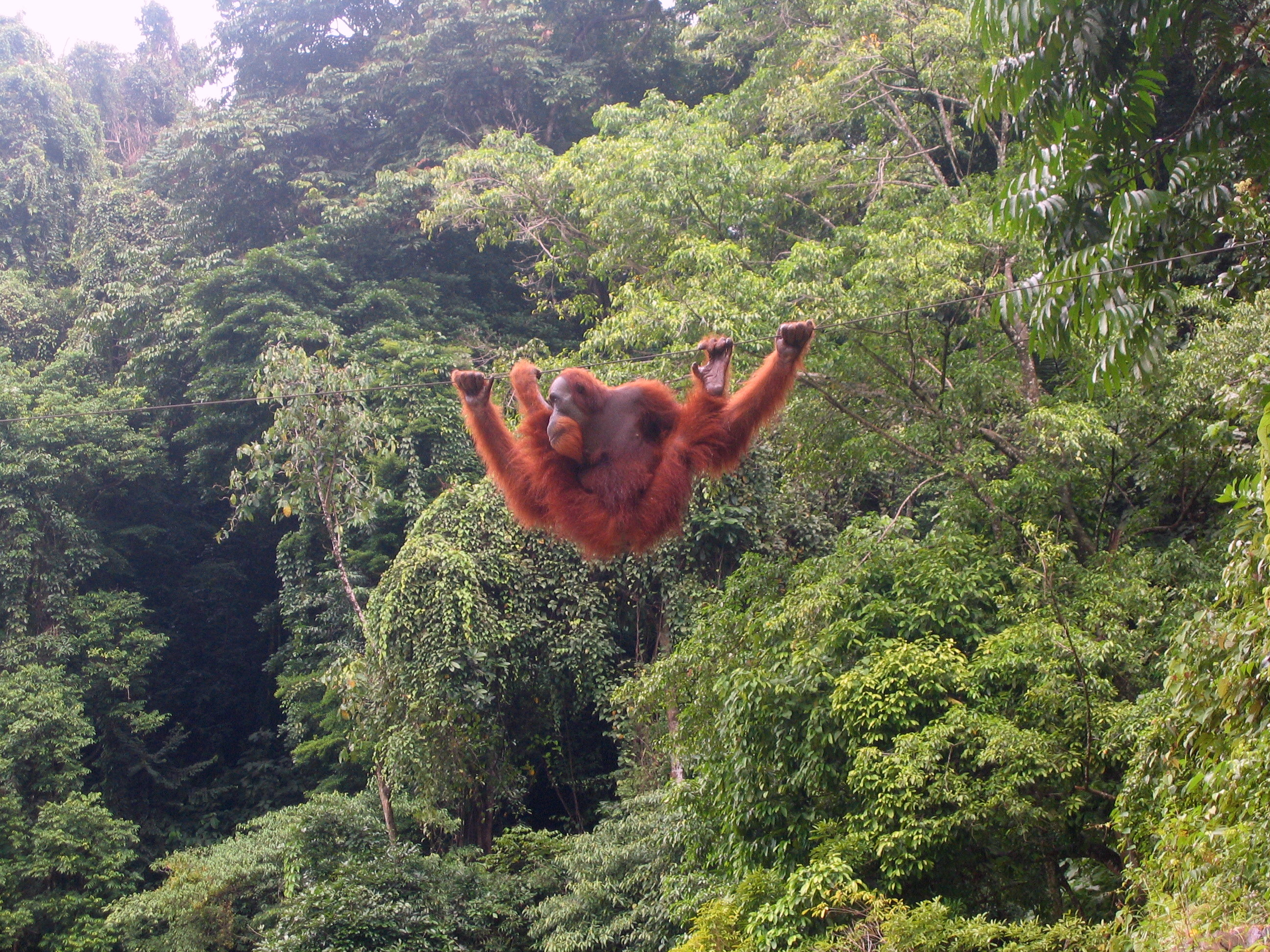
Sumatraanse orang-oetan in Bukit Lawang, Noord-Sumatra